# Manuel Maurer
Manuel Maurer  (* 14. August 1993) ist ein Schweizer Unihockeyspieler, welcher aktuell beim HC Rychenberg Winterthur unter Vertrag steht. Im Januar 2024 wurde er vom schwedischen Fachmagazin Innebandymagazinet zusammen mit Vertretern der internationalen Unihockeymedien und den Nationalcoaches auf Platz 10 der besten Unihockeyspieler der Welt gewählt.

## Karriere

### Verein
2011 debütierte Maurer in der Swiss Mobiliar League für die erste Mannschaft von Floorball Köniz. Nach sieben Jahren bei Floorball Köniz wechselte Maurer zum ersten Mal nach Schweden zu Växjö IBK. 2019 kehrte Maurer zu Floorball Köniz zurück.
Nachdem die Saison in der Nationalliga A aufgrund der Corona-Pandemie unterbrochen wurde, wechselte er kurzzeitig zurück in die SSL zu Växjö IBK. Am 9. Februar 2021 verkündete Floorball Köniz, dass Maurer seinen Vertrag mit den Bernern nicht verlängert hat und auf die Saison 2021/22 wieder bei Växjö IBK in der SSL spielen wird.
Am 23. Januar 2024 gibt der HC Rychenberg bekannt, dass Maurer ab der kommenden Saison (2024 / 25) für die Winterthurer in der L-UPL auflaufen wird.

### Nationalmannschaft

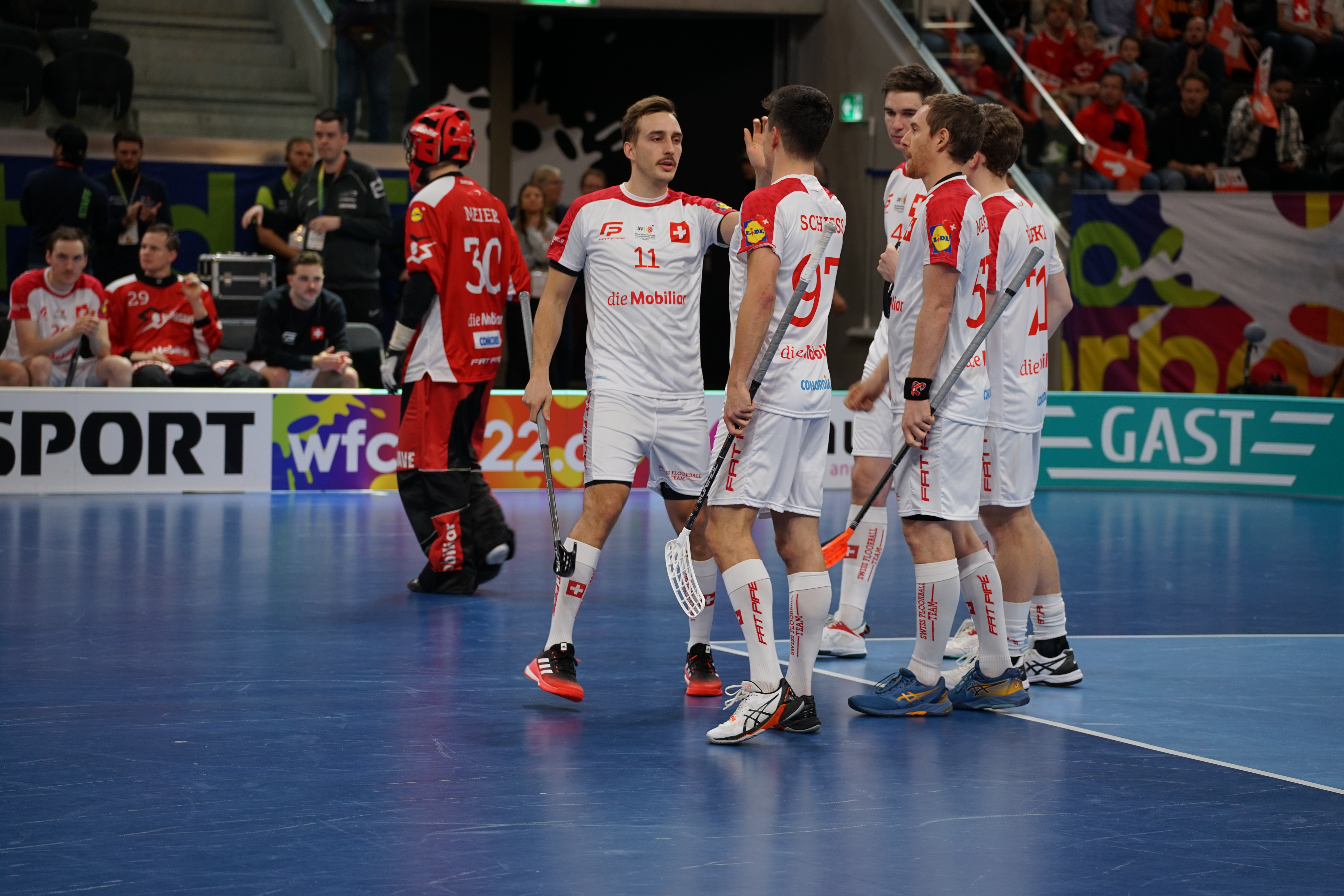
Maurer mit der Nationalmannschaft an der WM 2022 in Zürich

Am 2. Februar 2013 debütierte Maurer für die Schweizer A-Nationalmannschaft.